# 2,5-Diaminotoluol
2,5-Diaminotoluol ist eine chemische Verbindung aus der Gruppe der Aminobenzole.

## Gewinnung und Darstellung
2,5-Diaminotoluol kann durch reduktive Spaltung von 4-Amino-2,3'-dimethylazobenzol (ortho-Aminoazotoluol) mit Zinn und Salzsäure gewonnen werden.

## Eigenschaften
2,5-Diaminotoluol ist ein brennbarer Feststoff, der in Form von farblosen, sich bald grau färbenden, Kristallen vorliegt. Er ist löslich in Wasser.

## Verwendung
2,5-Diaminotoluol sowie sein Sulfat (Trivialname p-Toluylendiaminsulfat) und Dihydrochlorid werden als Bestandteil von Haarfärbemitteln und Zwischenprodukt zur Herstellung von Farbstoffen (zum Beispiel Safranine) verwendet. Die erste kommerzielle Herstellung erfolgte in den USA im Jahr 1920. Studien der EU schätzen den Einsatz bei der aktuellen Datenlage als nicht sicher ein. So ist die Verbindung ein äußerst starkes Hautallergen.